# 영진교통
영진교통(營進交通)은 대구광역시의 시내버스 운송 업체이고 차고지는 대구광역시 북구 호국로176길 21에 있다. 면허지는 대구광역시 북구 호국로 814 (학정동)로 되어 있다.

## 개요
- 1979년 11월 10일에 시내버스 운송 면허를 취득하여 일신교통이라는 이름으로 진안여객 파동 영업소 1기 분리 독립 설립했다.[2]
- 2002년에 달성군 가창면 삼산리의 범골 근처로 차고지를 이전하였고,[3] 2008년 11월 24일에 삼산리를 떠나 북구 검단동 민들레아파트 근처로 다시 이전했다.
- 2003년에 상기운수로 사명을 바꾸었다가, 같은 해에 부민교통으로 이름을 바꾸었다.[4]
- 그러던 중 2004년 1월에 당시 사장이 회사 자금을 유용한 후 잠적한 사건이 발생하였고, 이 사건으로 잠시 운행을 중단했다.[5]
- 그 사건 이후 다시 사장이 바뀌고 2004년 영진교통으로 사명을 변경하여 현재에 이르고 있다.[6]
- 검단동차고지가 금호워터폴리스 개발 부지로 편입되어 2019년 4월 23일에 북구 동호동 칠곡차량사업소 옆으로 차고지를 이전했다.

## 현재 보유 차량

#### 자일대우버스
- 자일대우 NEW BS106
- 자일대우 NEW BS110

#### 현대자동차
- 현대 뉴 슈퍼 에어로시티
- 현대 저상 뉴 슈퍼 에어로시티
- 현대 일렉시티

#### KGM커머셜
- 에디슨모터스 스마트 11HG[a][7]
- 에디슨모터스 스마트 110HG
- 에디슨모터스 화이버드

#### 우진산전
- 우진산전 아폴로 1100[b]

## 차고지
- 차고지: 대구광역시 북구 호국로176길 21 (동호동)
- 면허지: 대구광역시 북구 호국로 814 (학정동)

## 노선
| 노선번호 | 운행경로 기점 ↔ 중간경유지 ↔ 종점 | 운행경로 기점 ↔ 중간경유지 ↔ 종점 | 운행경로 기점 ↔ 중간경유지 ↔ 종점 | 운행대수    | 비고                              |
| -------- | --------------------------------- | --------------------------------- | --------------------------------- | ----------- | --------------------------------- |
| 급행2번  | 달성군 가창면 대일리              | 중구 남일동 중앙로역              | 북구 동호동 영진교통              | 13 (저상 2) | 성보교통 공배 현금 승차 불가 노선 |
| 708번    | 북구 동호동                       | 북구 칠성동2가 대구역             | 동구 동호동 상록아파트            | 6 (저상 6)  | 대덕교통 공배                     |
| 725번    | 북구 동호동                       |                                   | 달성군 다사읍 매곡리공영차고지    | 5 (저상 5)  | 경신교통 공배                     |
| 730번    | 칠곡군 동명면 금암리 동명교통     | 북구 칠성동2가 대구역             | 남구 봉덕3동 대덕맨션             | 5 (저상 1)  | 동명교통 공배                     |
| 팔공3번  | 북구 동호동 칠곡경대병원역        | 동구 중대동 파계사                | 동구 진인동 갓바위                | (2)         | 동명교통 공배 동계 운휴           |
| 동구8번  | 북구 연경동                       | 동구 지저동 대구국제공항          | 동구 효목1동 동구청(건너)         | 10 (저상 9) | 단독운행                          |
| 북구1번  | 북구 국우동 힐스테이트데시앙도남  | 북구 노원동3가 만평역             | 북구 검단동 성보교통              | 8 (저상 1)  | 성보교통 공배                     |
| 예비차   |                                   |                                   |                                   | 2           | 단독운행                          |
| 7종      |                                   |                                   |                                   | 49대        |                                   |

## 갤러리

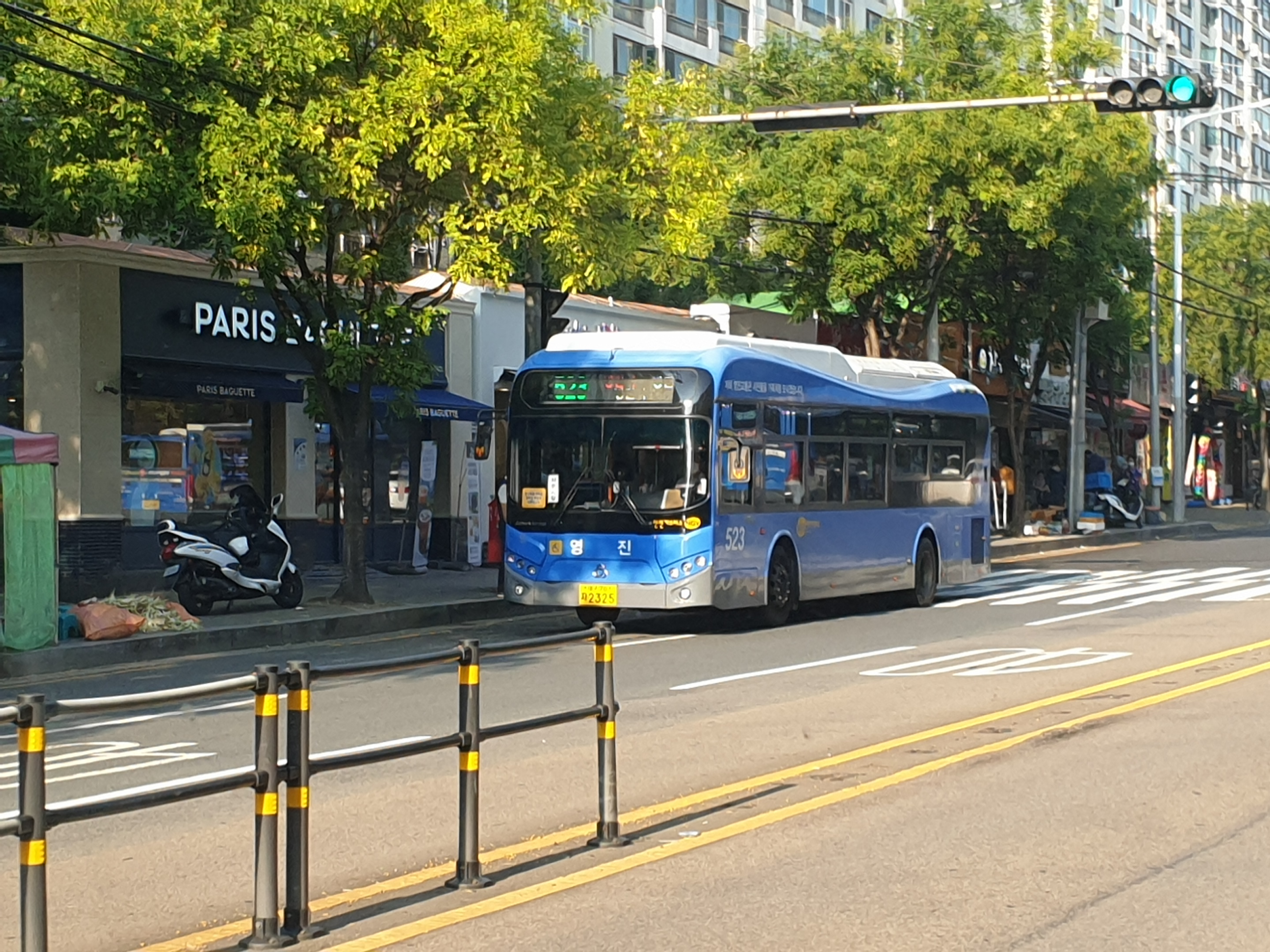
대구시내버스 523번
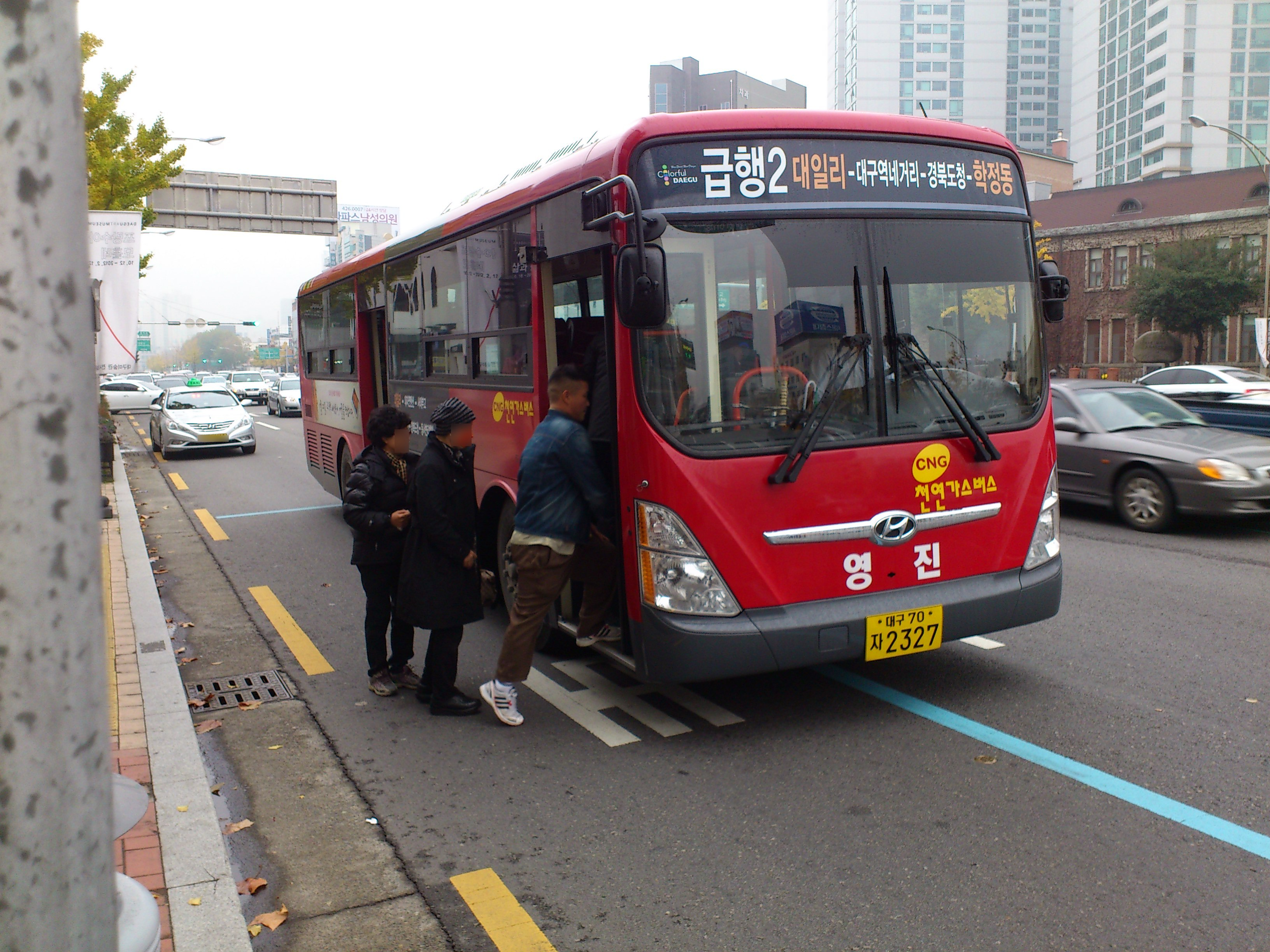
대구시내버스 급행2번

### 내용주
1. ↑  화이버드와 비슷한 전면부로 바꾼 페이스리프트 버전 입석형 11HG 모델을 전국 최초로 도입했으며, ZF 에코라이프 6단 자동변속기를 적용했다. 110HG로 바뀐 후의 모델도 대구 최초로 도입했다.
2. ↑  523번에서 운행 중